# Edward Troughton
Edward Troughton, född i oktober 1753 i Corney, Cumberland, död den 12 juni 1835 i London, var en engelsk astronomisk instrumentmakare.
Troughton tilldelades Copleymedaljen av Royal Society 1809. Han invaldes som Fellow of the Royal Society i mars 1810. Troughton var sedan 1826 associerad med William Simms. Från Troughton och från firman Troughton and Simms härstammade många av de större instrumenten på observatorierna i Greenwich och Kapstaden med flera, och även i Sverige påträffas detta märke på äldre astronomiska instrument.